# 9373 Гамра
9373 Гамра (9373 Hamra) — астероїд головного поясу, відкритий 19 березня 1993 року.
Тіссеранів параметр щодо Юпітера — 3,403.